# Gentiana praticola
Gentiana praticola är en gentianaväxtart som beskrevs av Adrien René Franchet. Gentiana praticola ingår i släktet gentianor, och familjen gentianaväxter. Inga underarter finns listade i Catalogue of Life.